# جائزة موناكو الكبرى 2009
جائزة موناكو الكبرى 2009 هو سباق فورمولا 1 أقيم بتاريخ 24 مايو 2009 في حلبة موناكو. كان السادس من أصل 17 في بطولة العالم لسباقات الفورمولا واحد موسم 2009. حلّ جنسن باتون أولا بينما جاء البرازيلي روبنز باركيلو في المركز الثاني وحصل على المركز الثالث الفنلندي كيمي رايكونن.